# Bobby Deol
Bobby Deol (Bombay, 27 januari 1969) is een Indiaas acteur die voornamelijk in Hindi films speelt.

## Biografie
Deol was als kind te zien in Dharam Veer waarin hij de jonge versie speelde van de hoofdpersonage, zijn vader Dharmendra. Hij maakte zijn filmdebuut als volwassene in 1995 met Barsaat.
Hij is tevens in Apne en de trilogie Yamla Pagla Deewana te zien samen met zijn vader en broer Sunny Deol. Zijn stiefmoeder is actrice Hema Malini, door wie hij nog twee halfzusjes heeft, waaronder actrice Esha Deol.

## Filmografie

### Film
| Jaar | Film                             | Rol                                     | Opmerking                  |
| ---- | -------------------------------- | --------------------------------------- | -------------------------- |
| 1977 | Dharam Veer                      | jonge Dharam                            |                            |
| 1995 | Barsaat                          | Badal                                   |                            |
| 1997 | Gupt: The Hidden Truth           | Sahil Sinha                             |                            |
| 1997 | Aur Pyaar Ho Gaya                | Bobby Oberoi                            |                            |
| 1998 | Kareeb                           | Brij Kumar                              |                            |
| 1998 | Soldier                          | Vicky/ Raju Malhotra                    |                            |
| 1999 | Dillagi                          | Rajvir Singh                            |                            |
| 2000 | Badal                            | Raja/ Badal                             |                            |
| 2000 | Hum To Mohabbat Karega           | Rajiv Bhatnagar                         |                            |
| 2000 | Bichhoo                          | Jeeva                                   |                            |
| 2001 | Aashiq                           | Chander Kapoor                          |                            |
| 2001 | Ajnabee                          | Raj Malhotra                            |                            |
| 2002 | Kranti                           | Abhay Pratap Singh                      |                            |
| 2002 | 23rd March 1931: Shaheed         | Bhagat Singh                            |                            |
| 2002 | Humraaz                          | Raj Singhania                           |                            |
| 2002 | Chor Machaaye Shor               | Shyam Singh/ agent Ram Singh            |                            |
| 2004 | Kismat                           | Tony                                    |                            |
| 2004 | Bardaasht                        | Aditya Shrivastav                       |                            |
| 2004 | Ab Tumhare Hawale Watan Saathiyo | Kunaljit Singh/ Vikramjeet Singh        |                            |
| 2005 | Jurm                             | Avinash Malhotra                        |                            |
| 2005 | Tango Charlie                    | Sepoy Tarun Chauhan                     |                            |
| 2005 | Barsaat                          | Arav Kapoor                             |                            |
| 2005 | Dosti: Friends Forever           | Karan                                   |                            |
| 2005 | Nalaik                           |                                         | Punjabi film, gastoptreden |
| 2006 | Humko Tumse Pyaar Hai            | Raj Malhotra                            |                            |
| 2006 | Alag                             |                                         | nummer "Sabse Alag"        |
| 2007 | Shakalaka Boom Boom              | A.J.                                    |                            |
| 2007 | Jhoom Barabar Jhoom              | Steve Singh/ Satvinder Singh            |                            |
| 2007 | Apne                             | Karan Singh Choudhary                   |                            |
| 2007 | Naqaab                           | Karan Oberoi/ Rohit Shroff              |                            |
| 2007 | Om Shanti Om                     |                                         | nummer "Deewangi Deewangi" |
| 2007 | Nanhe Jaisalmer                  | zichzelf                                |                            |
| 2008 | Chamku                           | Jaived Pratap Singh                     |                            |
| 2008 | Heroes                           | Dhananjay Shergill                      |                            |
| 2008 | Dostana                          | Abhimanyu Singh                         |                            |
| 2009 | Ek: The Power of One             | Nandu                                   |                            |
| 2009 | Vaada Raha                       | Dr. Duke Chawla                         |                            |
| 2010 | Help                             | Vic                                     |                            |
| 2011 | Yamla Pagla Deewana              | Gajodhar Singh/ Karamveer Singh Dhillon |                            |
| 2011 | Thank You                        | Raj Malhotra                            |                            |
| 2012 | Players                          | Ronnie Grewal                           |                            |
| 2013 | Yamla Pagla Deewana 2            | Gajodhar Singh/ Prem Oberoi/ Q. Oberoi  |                            |
| 2017 | Poster Boys                      | Vinay Sharma                            |                            |
| 2018 | Race 3                           | Yash Singh                              |                            |
| 2018 | Yamla Pagla Deewana: Phir Se     | Kalaa                                   |                            |
| 2019 | Housefull 4                      | Dharamputra/ Max                        |                            |
| 2020 | Class of '83                     | Vijay Singh                             |                            |
| 2022 | Love Hostel                      | Viraj Singh Dagar                       |                            |
| 2023 | Animal                           | Abrar Haque                             |                            |
| 2024 | Kanguva                          | Udhiran                                 | Tamil film                 |
| 2025 | Daaku Maharaaj                   | Balwanth Singh Thakur                   | Telugu film                |
| 2025 | Housefull 5                      | Jalal Dobriyal                          | gastoptreden               |
| 2025 | Hari Hara Veera Mallu            | Aurangzeb                               | Telugu film                |

### Webseries
| Jaar | Serie                             | Rol         | Platform  |
| ---- | --------------------------------- | ----------- | --------- |
| 2020 | Aashram                           | Baba Nirala | MX player |
| 2020 | Fabulous Lives of Bollywood Wives | gast        | Netflix   |